# Ilja Jasjin

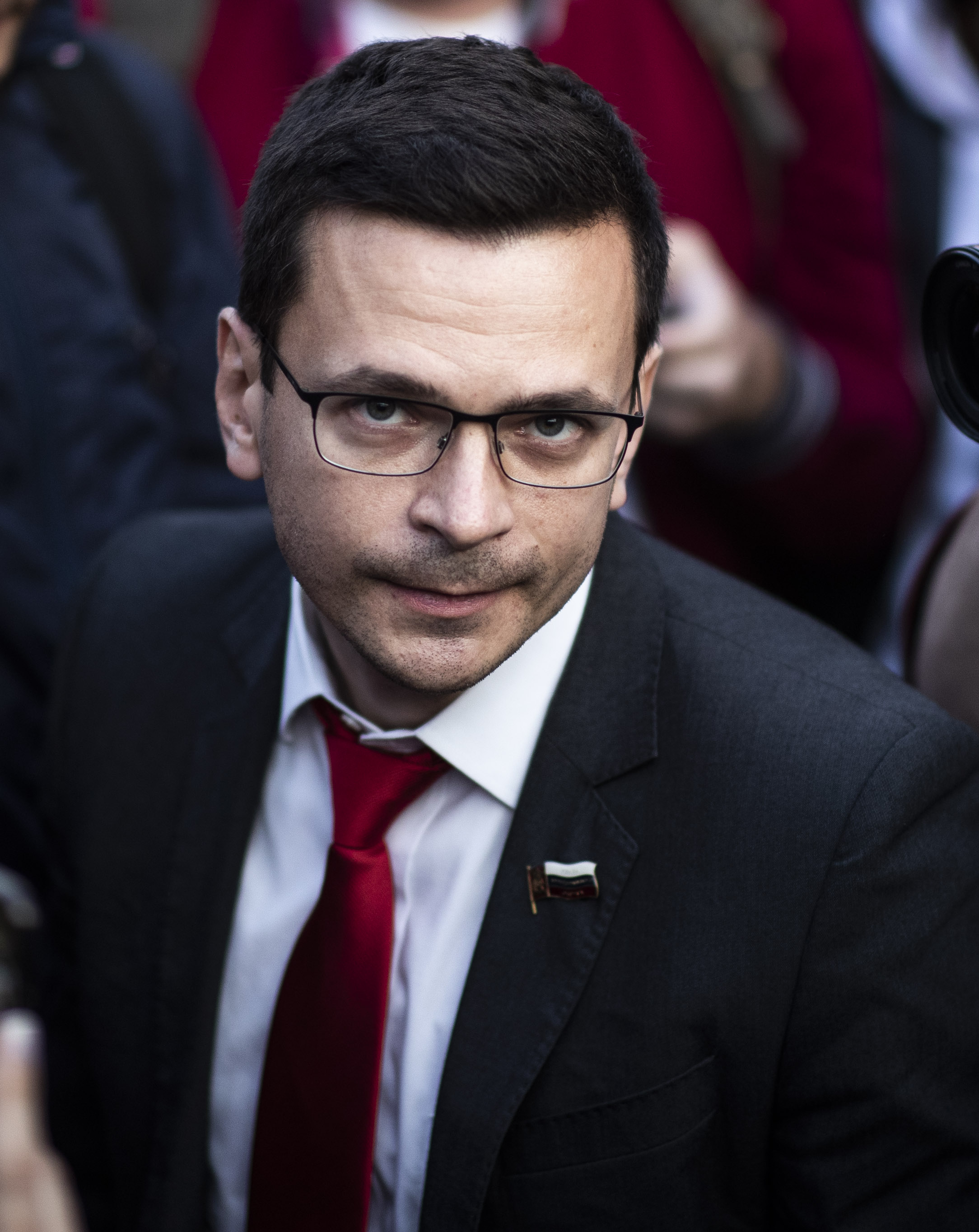
Ilja Jasjin in 2019

Ilja Valerjevitsj Jasjin (Russisch: Илья́ Вале́рьевич Я́шин)  (Moskou, 29 juni 1983) is een Russisch politicus en vicevoorzitter van Partij van de Volksvrijheid (Parnas).

## Biografie
Jasjin is sinds 2000 actief bij de liberale partij Jabloko en is oprichter van de politieke beweging Solidarnost, samen met Boris Nemtsov. Na de door fraude aangetaste Doemaverkiezingen in 2011 was hij een van de leidende figuren in de massabetogingen. 
In 2013 werd hij vicevoorzitter van Parnas, een vereniging van liberale oppositiepartijen.
In 2016 verscheen een rapport van zijn hand waarin hij onder meer de Tsjetsjeense president Ramzan Kadyrov beschuldigde van betrokkenheid bij de moord op Boris Nemtsov.
In december 2022 werd Jasjin veroordeeld tot een celstraf van 8,5 jaar. Hij had volgens de rechtbank in Moskou nepnieuws verspreid en hierdoor het Russische leger in diskrediet gebracht. In de zomer van 2024 werd hij vrijgelaten, gedeporteerd zoals hij het zelf noemt, in een gevangenruil. Sindsdien heeft hij een Duitse verblijfsvergunning.